# Брен сир л'Отион
Брен сир л'Отион (фр. Brain-sur-l'Authion) насеље је и општина у западној Француској у региону Лоара, у департману Мен и Лоара која припада префектури Анже.
По подацима из 2011. године у општини је живело 3.378 становника, а густина насељености је износила 147,38 становника/km². Општина се простире на површини од 22,92 km². Налази се на средњој надморској висини од 21 метар (максималној 43 m, а минималној 15 m).

## Демографија
| 1962. | 1968. | 1975. | 1982. | 1990. | 1999. | 2011. |
| ----- | ----- | ----- | ----- | ----- | ----- | ----- |
| 1.278 | 1.314 | 1.587 | 2.190 | 2.622 | 2.803 | 3.378 |

График промене броја становника у току последњих година